# رجب محمدزاده
رجب محمدزاده یا بابا رجب (۱۳۱۷ _ ۱۴ مرداد ۱۳۹۵) جانباز ۷۰ درصد بود. وی بسیجی بود که در دوران جنگ ایران و عراق در سال ۱۳۶۶ در منطقه هور عراق، بر اثر اصابت خمپاره زخمی شد و صورتش را از دست داد. وی بیش از ۳۰ بار تحت عمل جراحی قرار گرفت.

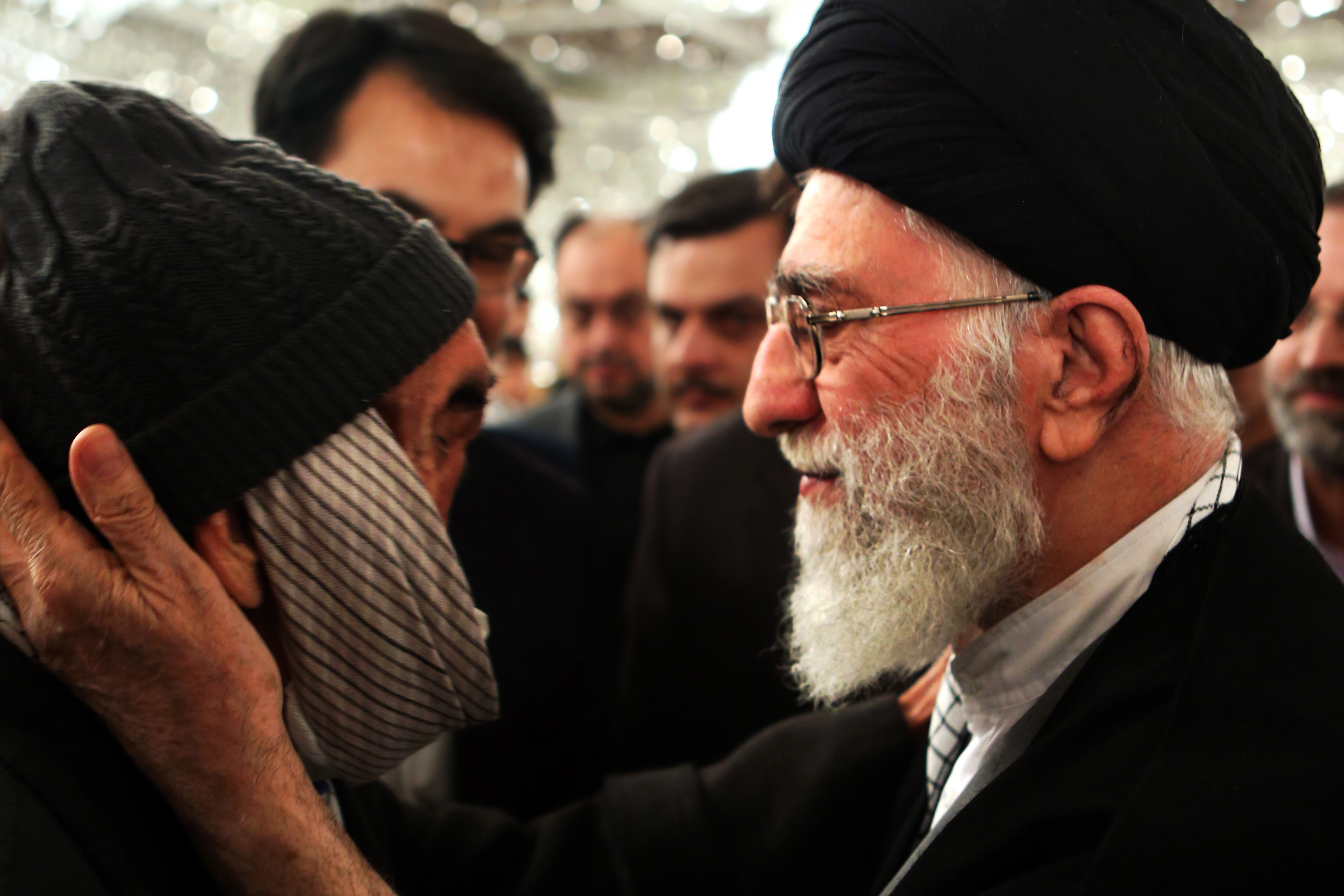
دیدار رجب محمدزاده با سید علی خامنه ای در حرم علی بن موسی الرضا، ۱۲ فروردین ۱۳۹۴

حمید یادروج مستندساز ایرانی فیلم مستند زندگی بابا رجب را با عنوان پسر را ببین، پدر را تصور کن ساخته است. این فیلم در جشنواره‌های مختلف جایزه گرفته‌است و پس از پخش از شبکه‌های تلویزیون ایران، بازتاب گسترده‌ای در جامعه داشت. پس از پخش این فیلم مستند بود که رهبر ایران با رجب محمدزاده دیدار کرد. تلویزیون ایران بخش‌هایی از این فیلم مستند را سانسور کرد که با انتقاد حمید یادروج همراه شد.
وی تنها آرزوی خود را دیدار با رهبر ایران، سید علی خامنه‌ای، بیان کرده بود و یک سال بعد در تالار آینه حرم علی ابن موسی الرضا با او دیدار کرد.

## درگذشت
رجب محمدزاده در بیمارستان رضوی مشهد بر اثر ایست قلبی و مشکلات تنفسی درگذشت. پس از درگذشت محمدزاده، بعضی از مسولین و چهره‌های ایران از قبیل محسن رضایی، محمدباقر قالیباف، سیدحسن خمینی، مجید صالحی، مسعود ده‌نمکی، عزت‌الله ضرغامی و علی لاریجانی به این مسئله واکنش نشان دادند.